# Magaella picta
Magaella picta är en insektsart som beskrevs av Willemse, F.M.H. 1974. Magaella picta ingår i släktet Magaella och familjen gräshoppor. Inga underarter finns listade i Catalogue of Life.